# Michael Obafemi
Michael Oluwadurotimi Obafemi (* 6. července 2000 Dublin) je irský profesionální fotbalista, který hraje na pozici útočníka za anglický klub Burnley FC a za irskou fotbalovou reprezentaci. 

## Klubová kariéra
Obafemi byl v roce 2014 před svými 14. narozeninami propuštěn z Watfordu. V roce 2015 se připojil k Leytonu Orient a v roce 2016 přestoupil do Southamptonu.

### Southampton
Obafemi debutoval za Southampton jako střídající hráč v 82. minutě při remíze 1:1 s Tottenhamem Hotspur 21. ledna 2018. Ve věku 17 let a 199 dní se Obafemi stal druhým nejmladším hráčem, který nastoupil za Southampton v Premier League po Luku Shawovi, kterému bylo 17 let a 116 dní.

### Swansea City
Dne 31. srpna 2021 se Obafemi připojil k týmu Swansea City za částku, která se údajně pohybuje mezi 1,5 a 2 miliony liber a podepsal tříletou smlouvu. Dne 23. října 2021 vstřelil Obafemi svůj první gól za Swansea při porážce 2:1 s Birminghamem City.

### Burnley
Dne 29. ledna 2023 se Obafemi připojil k Burnley na hostování do konce sezóny s klauzulí o trvalém přestupu na konci sezóny.

## Reprezentační kariéra
Obafemi mohl reprezentovat Anglii, Nigérii a Irsko.
Debut v reprezentaci si odbyl 15. listopadu 2018 v zápase Ligy národů proti Dánsku. Stal se tak prvním hráčem narozeným v 21. století, který nastoupil za irskou reprezentaci.